# Nie kłam kochanie (ścieżka dźwiękowa)
Nie kłam kochanie OST – ścieżka dźwiękowa do filmu Nie kłam, kochanie wydana 28 marca 2008 roku. Album promowany był singlem „Nie kłam, że kochasz mnie” wykonanym przez Ewelinę Flintę i Łukasza Zagrobelnego.
Soundtrack składa się z dwóch płyt. Na pierwszej płycie znajdują się piosenki wykorzystane w filmie. Drugi krążek to muzyka instrumentalna stworzoną przez zespół Macieja Zielińskiego.
Nagrania uzyskały status złotej płyty.

## Lista utworów[3]
| #                                                                                             | Tytuł                                                          | Czas |
| --------------------------------------------------------------------------------------------- | -------------------------------------------------------------- | ---- |
| Nie kłam kochanie OST: CD1                                                                    |                                                                |      |
| 1.                                                                                            | "Nie kłam, że kochasz mnie" (Ewelina Flinta/Łukasz Zagrobelny) | 3:07 |
| 2.                                                                                            | "Relax, Take It Easy" (Mika)                                   | 3:41 |
| 3.                                                                                            | "Rehab" (Amy Winehouse)                                        | 3:32 |
| 4.                                                                                            | "Apologize" (Timbaland/OneRepublic)                            | 3:03 |
| 5.                                                                                            | "Bubbly" (Colbie Caillat)                                      | 2:55 |
| 6.                                                                                            | "Down On My Knees" (Ayọ)                                       | 3:58 |
| 7.                                                                                            | "Put Your Records On" (Corinne Bailey Rae)                     | 3:32 |
| 8.                                                                                            | "Beautiful" (Christina Aguilera)                               | 3:58 |
| 9.                                                                                            | "Cye" (Smolik/Katarzyna Kurzawska)                             | 3:24 |
| 10.                                                                                           | "I Try" (Macy Gray)                                            | 3:54 |
| 11.                                                                                           | "Eyes Without You" (Silver Rocket/Tomasz Makowiecki)           | 3:01 |
| 12.                                                                                           | "Don't Know Why" (Norah Jones)                                 | 3:03 |
| 13.                                                                                           | "Fallin'" (Alicia Keys)                                        | 3:16 |
| 14.                                                                                           | "My Road" (Blue Café)                                          | 3:58 |
| 15.                                                                                           | "Trudno mi się przyznać" (Ania Dąbrowska)                      | 2:57 |
| 16.                                                                                           | "Kłam, proszę kłam" (Karolina Kozak)                           | 2:55 |
| Nie kłam kochanie OST: CD2 ścieżka dźwiękowa z filmu, skomponowana przez Macieja Zielińskiego |                                                                |      |
| 1.                                                                                            | "Sen"                                                          | 1:32 |
| 2.                                                                                            | "My Name is Marcin Paprocki"                                   | 1:41 |
| 3.                                                                                            | "W deszczu"                                                    | 1:15 |
| 4.                                                                                            | "Ania i kwiaty"                                                | 1:06 |
| 5.                                                                                            | "Paprocki i dziewczyny"                                        | 2:11 |
| 6.                                                                                            | "Wrzosowa dziewczyna"                                          | 1:02 |
| 7.                                                                                            | "Marcin płacze"                                                | 1:14 |
| 8.                                                                                            | "Paprocki kombinuje"                                           | 1:55 |
| 9.                                                                                            | "Podróż do Krakowa"                                            | 2:27 |
| 10.                                                                                           | "Pierścionek"                                                  | 1:38 |
| 11.                                                                                           | "Ciocia Nela"                                                  | 1:14 |
| 12.                                                                                           | "Ania na rynku"                                                | 1:42 |
| 13.                                                                                           | "Rozmowa z Ciocią"                                             | 1:14 |
| 14.                                                                                           | "Randka Na Kazimierzu"                                         | 2:51 |
| 15.                                                                                           | "Anna Maria i Pocałunek"                                       | 2:19 |
| 16.                                                                                           | "Ciocia lunatykuje"                                            | 0:39 |
| 17.                                                                                           | "Ania ucieka"                                                  | 1:02 |
| 18.                                                                                           | "Paprocki przestaje kłamać"                                    | 1:25 |
| 19.                                                                                           | "Karol Zakwitł"                                                | 1:42 |
| 20.                                                                                           | "Zakochani"                                                    | 2:40 |

## Sprzedaż
| Oficjalna Lista Sprzedaży OLiS |    |    |    |    |    |    |    |    |    |    |    |    |    |    |    |    |    |    |    |    |    |    |    |    |    |
| Tydzień                        | 01 | 02 | 03 | 04 | 05 | 06 | 07 | 08 | 09 | 10 | 11 | 12 | 13 | 14 | 15 | 16 | 17 | 18 | 19 | 20 | 21 | 22 | 23 | 24 | 25 |
| Pozycja                        | 10 | 2  | 5  | 6  | 8  | 15 | 21 | 21 | 22 | 33 | -  | -  | -  | -  | -  | -  | -  |    |    |    |    |    |    |    |    |